# 張成林
张成林（1987年1月20日—），出生在中國安徽蚌埠。中国足球运动员，司职后卫。现效力于中超球队武汉卓尔。

## 职业生涯

### 青年隊
张成林最初在1998年曾經到上海，進入徐根寶設立的根寶足球學校，但不到一年便離開，返回家鄉安徽蚌埠。翌年年底，被帶隊到蚌埠為其足球學校選秀的高豐文相中，前往瀋陽接受訓練。來到瀋陽後不久，張成林就進入瀋陽金德U13梯隊，並且在2003年和金德梯队的队友，代表沈阳市参加了在长沙进行的第五届城运会。

### 俱乐部
张成林在2005年底进入長沙金德一隊，从2009年开始站稳主力右边后卫位置，由于张成林身体素质出众，攻守兼备，被外界称为“右路荣昊”。2010年12月，张成林和其弟张成祥被陝西浐灞打包买下，成为新赛季浐灞队引援的第一单。
2016年11月29日，广州恒大淘宝足球俱乐部宣布签下张成林，转会费高达1.2亿人民币创造本土转会记录。

### 国家队
由於在2010年张成林的表现异常出色，所以在同年9月25日中国男足公布的新一期国足集训的名单中，张成林首次入选。并且在10月12日晚，国足在武汉与烏拉圭的热身赛进行到70分钟时换下杨昊，迎来自己在国家队的处子秀。

## 荣誉

### 俱乐部

#### 贵州人和
- 中国足协杯冠军：2013[4]
- 中国超级杯冠军：2014[5]